# 소 랜덤!
소 랜덤!(So Random!)는 2011년 6월 5일부터 2012년 3월 25일까지 디즈니 채널에서 방영된 코미디 드라마이다. 유쾌한 서니의 독립 시리즈이다.

## 출연
- 티퍼니 손턴 - 토니 하트
- 스털링 나이트 - 채드 딜런 쿠퍼
- 브랜던 마이클 스미스 - 니코 해리스
- 더그 브로슈 - 그레이디 미첼
- 앨리신 애슐리 암 - 조라 랭커스터